# Sukkur
Sukkur (urdu سکھر, Sakkhar; sindhi سکر) – miasto w południowym Pakistanie, w prowincji Sindh, położone na lewym brzegu rzeki Indus. W 2010 roku miasto liczyło 493 438 mieszkańców.
W mieście rozwinął się przemysł włókienniczy, spożywczy, materiałów budowlanych oraz maszynowy.